# ウェイン・アーノルド
ウェイン・アーノルド（英: Wayne Arnold、1984年5月16日 - ）は、アメリカ合衆国ジョージア州出身のプロバスケットボール選手である。

## 来歴
テネシー州立大学を卒業後、アイスランドを皮切りにアメリカやオーストリアのチームに所属。
2010年2月、日本プロバスケットボールリーグ（bjリーグ）の浜松・東三河フェニックスと契約。シーズン途中加入のためレギュラーシーズンの出場試合数は25試合と少なかったが、3ポイントシュート試投数でリーグのランキングエントリー基準を満たして、3ポイントシュート成功率1位のタイトルを獲得するなど、チームの2009-10シーズン優勝に貢献。
翌2010-11シーズンは11月に1試合平均19.4得点をマークして月間MVPを受賞。チームのbjリーグ2連覇に貢献し、シーズンベスト5と最優秀シックスマンに選出された。3ポイントシュート成功率はリーグ3位を記録。2011-12シーズンも浜松と契約してリーグ準優勝。
2012年、滋賀レイクスターズに移籍。2012-13シーズンの44試合に出場し、3ポイントシュート成功率41.7パーセントはリーグ6位。
滋賀退団後はアンゴラでプレーした後、2014-15シーズンは岩手ビッグブルズと契約。
2015-16シーズン途中の12月、滋賀に復帰。2月、新潟アルビレックスBBに移籍。オフ契約満了。

## 成績
| シーズン         | チーム | GP | GS | MPG  | FG%  | 3P%  | FT%  | RPG | APG | SPG | BPG | TO  | PPG  |
| ---------------- | ------ | -- | -- | ---- | ---- | ---- | ---- | --- | --- | --- | --- | --- | ---- |
| bjリーグ 2009-10 | 浜松   | 25 | 14 | 25.5 | .409 | .400 | .688 | 4.4 | 1.8 | 1.3 | 0.2 | 1.2 | 14.6 |
| bjリーグ 2010-11 | 浜松   | 44 | 7  | 25.8 | .441 | .399 | .777 | 3.9 | 2.5 | 1.3 | 0.4 | 1.7 | 18.6 |
| bjリーグ 2011-12 | 浜松   | 50 | 13 |      |      |      |      |     |     |     |     |     |      |
| bjリーグ 2012-13 | 滋賀   | 44 |    | 22.0 | .446 | .417 | .758 | 3.6 | 1.9 | 1.5 | 0.3 | 1.4 | 13.3 |
| bjリーグ 2014-15 | 岩手   |    |    |      |      |      |      |     |     |     |     |     |      |

## 経歴
- テネシー州立大学 - ハウカー（アイスランド） - アトランタ ビジョン（アメリカ-ABA） - カフェンバーグ ブルズ（オーストリア） - ビュフォート マジック （アメリカ-WBA） - 浜松・東三河（2010-2012） - 滋賀（2012-2013） - アトレティコ・ペトロレオス・デ・ルアンダ（アンゴラ） - 岩手（2014-2015）